# Langendamm (Nienburg/Weser)
Langendamm ist ein Ortsteil der Kreisstadt Nienburg/Weser des gleichnamigen Landkreises in Niedersachsen und hat etwa 2700 Einwohner. Bis 1974 hat Langendamm mit Sitz der Verwaltung der Samtgemeinde „Im Wohlde“ eine zentralörtliche Bedeutung.

## Geographie
Langendamm liegt südostwärts der Stadt Nienburg/Weser an der Bundesstraße 6 im Zentrum Niedersachsens zwischen Hannover (50 km) und Bremen (70 km).
Die Ortschaft liegt an der Südabdachung des Osterberges. Die ansteigende Südwest-Seite der Erhebung wird in Teilen von der Wohnbausiedlung Langendamms eingenommen. Obschon der Berg nur 53 Meter hoch ist und sich kaum 30 Meter über der Umgebung erhebt, weisen die Straßen in Langendamm in diesem Bereich eine für Nienburg ungewöhnliche Steigung auf. Die bebaute Ortslage erstreckt sich von der Bundesstraße 6 und der Bahnstrecke Nienburg-Minden in West-Ost-Richtung bis in den Staatsforst Westerbusch mit dem Standortübungsplatz der Bundeswehr. Ausgenommen der westlichen Grenze ist der Ort umgeben von Heide- und Waldflächen. Naturräumlich gehört Langendamm zur Husum-Linsburger Geest im übergeordneten Naturraum Hannoversche Moorgeest.

## Geschichte

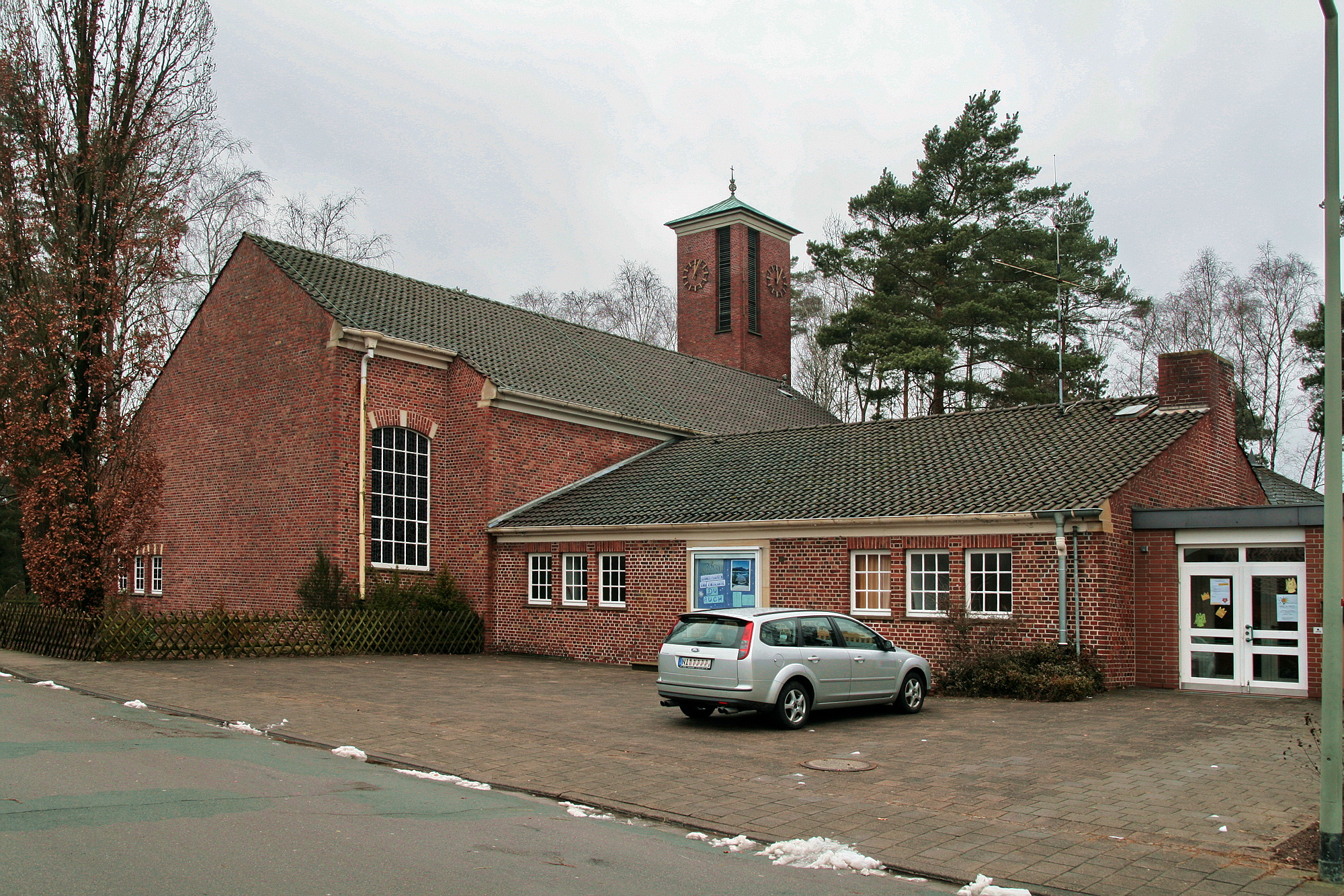
St.-Johannis-Kirche

Der Ortsteil Langendamm wurde erstmals 1531 als „Langen Damm“ erwähnt. Das ist bis heute der älteste Hinweis auf den „Langen Damm“ in der Reihe der Grenzmarkierungen zwischen der Grafschaft Hoya und dem Fürstentum Calenberg. Die erste urkundliche Feststellung der Ansiedlung erfolgt in einer Kopfsteuerbeschreibung von 1664.
1935 wurde eine Munitionsanstalt (MUNA) der Wehrmacht, die Luftwaffen-Hauptmunitionsanstalt 3/XI Nienburg, errichtet. Durch den Bau von Fabrikhallen, Unterkünften und Baracken stieg die Bevölkerungszahl von Langendamm. Viele Bauten aus dieser Zeit prägen auch heute noch das Bild des Ortsteiles. Nach dem Zweiten Weltkrieg übernahmen die britischen Streitkräfte große Teile der alten Munitionsanlage und nutzten sie zeitweise auch als Flüchtlingslager.
1956 kam die Bundeswehr nach Langendamm. Sie ist in der Clausewitz-Kaserne bis heute ansässig. Stationiert sind u. a. das Bataillon Elektronische Kampfführung 912 und das Kommando Zivil-Militärische Zusammenarbeit (KdoZMZBw).
Im Jahr 1974 wurde die Samtgemeinde „Im Wohlde“ (Schessinghausen, Husum, Linsburg, Groß Varlingen, Langendamm, hier der Verwaltungssitz der Samtgemeinde) aufgelöst. Langendamm wurde am 1. März 1974 in die Stadt Nienburg/Weser eingegliedert.

## Politik

### Ortsrat
Der Ortsrat, der Langendamm vertritt, setzt sich aus neun Mitgliedern zusammen. Die Ratsmitglieder werden durch eine Kommunalwahl für jeweils fünf Jahre gewählt.
Bei der Kommunalwahl 2021 ergab sich folgende Sitzverteilung:
| Ortsrat 2021Insgesamt 9 Sitze - SPD: 1 - Grüne: 1 - Unabh.: 2 - WG: 1 - FDP: 1 - CDU: 3 |

(Dem Einzelbewerber Andreas Schmied stehen nach Stimmenanteil zwei Sitze zu, er kann aber nur einen besetzen)

### Ortsbürgermeister
Ortsbürgermeister ist Wilhelm Schlemermeyer (CDU).

### Wappen

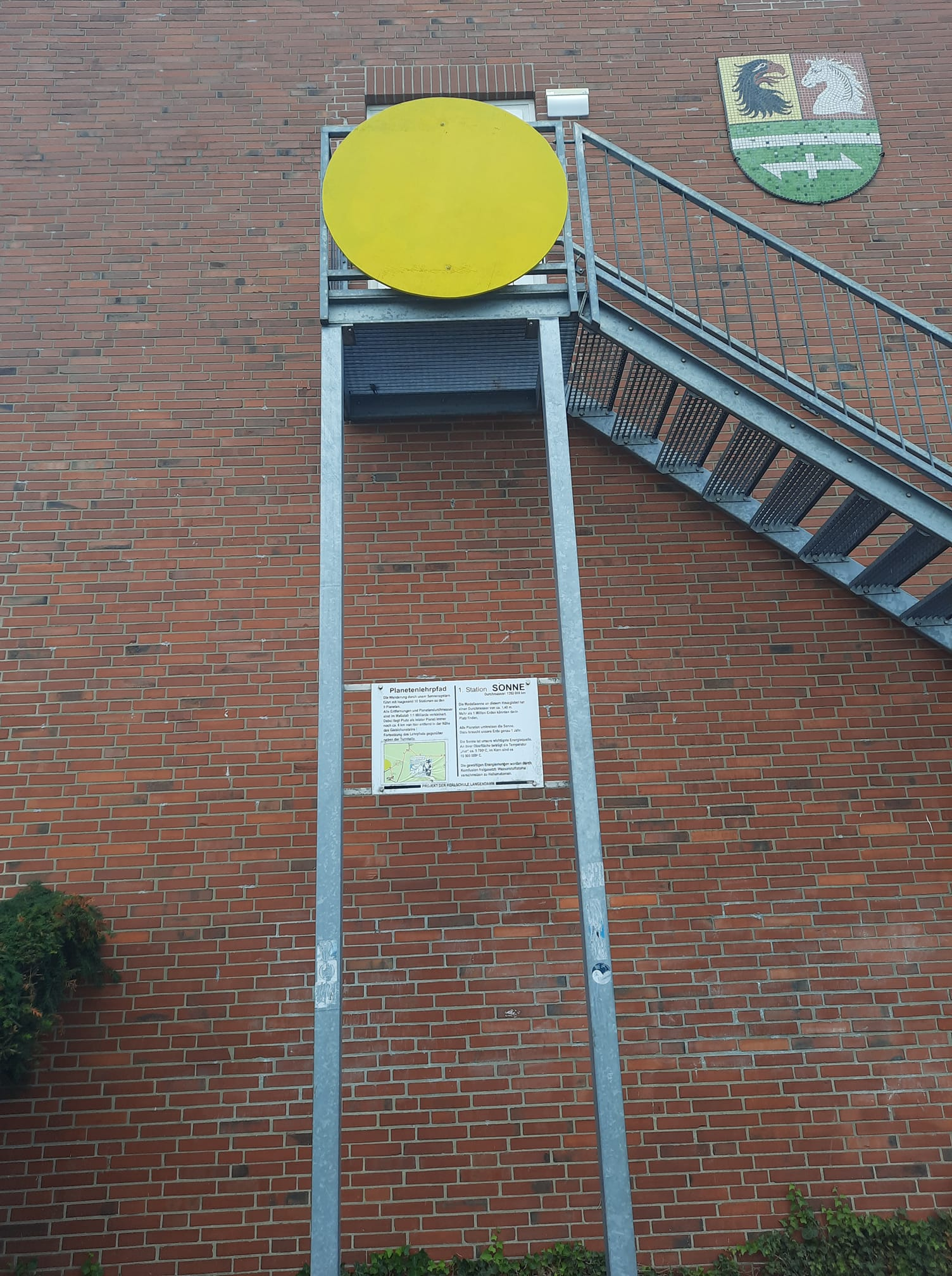
Das ehemalige Wappen findet sich noch heute am Hauptgebäude der ehemaligen Realschule Langendamm, wo mit dem Sonnensymbol Planetenlehrpfad beginnt

Das Wappen ist in zwei Felder geteilt, wobei das obere gespalten ist. Es zeigt auf der linken Seite auf goldenem Grund einen nach rechts gewendeten, rotbewehrten (mit roter Zunge und rotem Schnabel), schwarzen Adlerkopf. Im rechten oberen Feld befindet sich auf rotem Grund ein silberner nach links gewendeter Pferdekopf. Das untere Feld trägt entsprechend dem von Lehrer Stelling ausgearbeiteten Entwurf auf grünem Grund unter einem silbernen Balken eine liegende Wolfsangel.
Das Wappen für die Gemeinde Langendamm wurde im Oktober 1963 von der Hannoverschen Regierung genehmigt.

## Kultur und Sehenswürdigkeiten

### Bauwerke
Im östlichen Teil von Langendamm findet man heute noch viele alte Fabrikhallen aus der Zeit der MunA.

### Naturdenkmäler

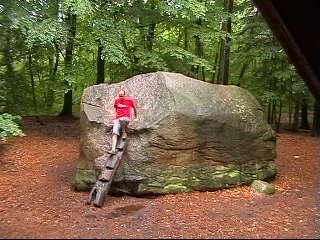
Der Giebichenstein bei Stöckse

Sehenswert ist der Giebichenstein, bei dem es sich um einen riesigen Findling handelt, der während der Saalekaltzeit vor rund 250.000 Jahren als Teil einer Moräne abgelagert wurde. Der Stein im Waldgebiet Krähe bei Stöckse ist der größte seiner Art in Niedersachsen. Allerdings liegt dieser nicht auf dem Hoheitsgebiet Langendamms.

### Sport
In Langendamm gibt es einen Dartverein, Skatverein und den SCB Langendamm als Breitensportverein (Fußball, Billard, Handball, Tennis, Turnen, Tischtennis und Faustball). Die erste Mannschaft der Sparte Billard spielt in der 2. Bundesliga (Dreiband).

### Planetenlehrpfad
An der ehemaligen Realschule startet der rund sechs Kilometer lange und 1996 errichtete, allerdings etwas heruntergekommene Planetenlehrpfad von Nienburg.

### Ortstsein

Der Ortsstein

Am Nordrand des Dorfes liegt in einem winzigen Park der Ortsstein Langendamm.

## Wirtschaft und Infrastruktur

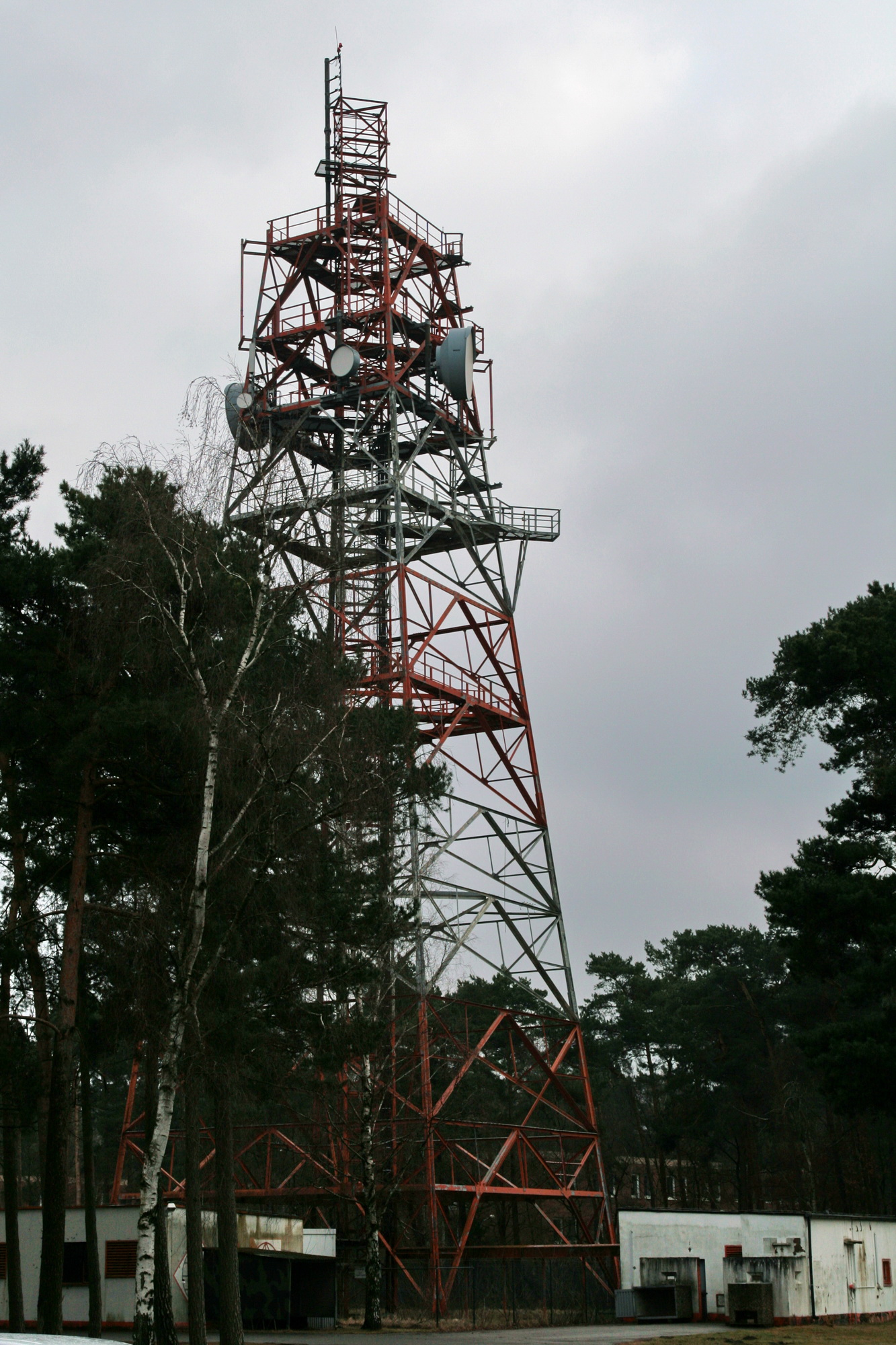
Der ehemalige Richtfunkturm der Bundeswehr (demontiert im Jahr 2020)

### Öffentliche Einrichtungen
Langendamm ist Standort der Bundeswehr und einer Stützpunktfeuerwehr der Freiwilligen Feuerwehr Stadt Nienburg/Weser.

### Bildung
In Langendamm gibt es eine Grundschule. Die Realschule wurde im Jahre 2019 geschlossen.

### Verkehr
Langendamm ist über die Bundesstraße 6, die durchgehend bis Hannover vierspurig ist, erreichbar. Durch Langendamm führt die Bahnstrecke Nienburg–Minden, allerdings halten dort keine Züge mehr.